# Cord Kettler

Wapen Kettler / von Ketteler

Cord Kettler ook bekend als Cord von Ketteler (1418-1499) was een zoon van Frederik Munking Ketteler en Hilleke Benkamp von Melschede.
Hij erfde in 1499 de Kettelburg. De Kettelburg bij Arnsberg was een tot het Rittergut Herdringen behorend bezit van Diederik Kettler zu Herdringen.
Kettler trouwde ca. 1471 met Adelheid van Cobbenrode (1450 - na 1506). Zij was een dochter van Gerwin van Cobbenrode castrum cobbenradensis (ca. 1420 - na 1483) en Margarethe von der Bruch (1427 - na 1498). Uit zijn huwelijk is het volgende kind geboren:
- Elisabeth Kettler (1480-1510) erfvrouwe van Körtlinghausen en het riddergoed Herdringen